# Tullio De Prato
Tullio De Prato (Pola, 19 ottobre 1908 – Coriano, 24 dicembre 1981) è stato un aviatore e militare italiano.
Pilota pluridecorato di grande esperienza della Regia Aeronautica, durante la seconda guerra mondiale fu comandante interinale del 2º Gruppo Caccia Terrestre (2º Gruppo volo) equipaggiato con velivoli Reggiane Re.2001 Falco II. Transitato come capo collaudatore alla ditta Reggiane effettuò il primo volo del caccia Reggiane Re.2005 Sagittario, di cui curò lo sviluppo.

## Biografia
Nacque a Pola nel 1908, e conseguì il brevetto di pilota d'aeroplano nel giugno 1927, e quello di pilota militare l'anno successivo, entrando in servizio nella Regia Aeronautica con il grado di sottotenente di complemento. In quello steso anno entrò in servizio presso il 21º Stormo da ricognizione sulla base di Pisa, equipaggiato con velivoli Ansaldo A.300. Nel corso del 1930, previa rinuncia del grado, iniziò a frequentare la Regia Accademia Aeronautica di Caserta da cui esce nel 1934 assegnato alla Scuola Caccia di Castiglione del Lago. Entrò in servizio presso il 4º Stormo Caccia Terrestre di stanza sull'aeroporto di Gorizia, e nel 1935 divenne membro della pattuglia acrobatica, equipaggiata con i caccia Fiat C.R.32, costituita in seno allo stormo.
Nel 1936 transita al 12º Stormo Bombardamento Veloce in fase di riequipaggiamento sull'aeroporto di Guidonia con i trimotori da bombardamento Savoia-Marchetti S.79 Sparviero. Tra il 1937 e il 1938 prende parte, con il grado di tenente, alla guerra civile spagnola nelle file del 12°, e poi, promosso capitano, al comando della 10ª Squadriglia dell’8º Stormo Bombardamento Terrestre. 
Il 26 aprile 1937 prese parte a un'azione di bombardamento contro un ponte sul fiume Oca, nei pressi della città di Guernica (Bilbao). Tale azione fu quasi in contemporanea al bombardamento sulla città effettuato dai velivoli della Legione Condor tedesca, e diede origine alla notizia che la cittadina basca fosse stata distrutta dai bombardieri italiani. Tale mito fu sfatato da un rapporto da lui redatto rimasto a lungo inedito.
Rientrato in Patria, decorato con due Medaglie d'argento e una di bronzo al valor militare nell'agosto 1938, assume il comando della 151ª Squadriglia del 6º Stormo Caccia Terrestre in seno alla quale partecipa, come capo pattuglia, a numerose manifestazioni acrobatiche. Nel marzo 1939 prende parte al IV Raduno Sahariano pilotando un velivolo Caproni Ca.309 Ghibli, e nel mese successivo partecipa all'invasione dell'Albania.
Con l'entrata in guerra del Regno d'Italia, il 10 giugno 1940, assume il comando della 150ª Squadriglia del 2º Gruppo Caccia Terrestre di stanza sull'aeroporto di Grottaglie. Nel dicembre dello stesso anno il 2º Gruppo, equipaggiato con i caccia Fiat G.50 Freccia, viene trasferito in Africa Settentrionale dove egli prende parte a numerosi combattimenti, e rimanendo ferito in maniera seria quando il suo aereo è abbattuto da un caccia Hawker Hurricane della Royal Air Force. Rientrò in servizio attivo dopo due mesi di convalescenza, ma nel settembre 1941 il suo reparto ritornò in Italia. Il 14 dello stesso mese effettuò il suo primo volo a bordo di un caccia Reggiane Re.2001 Falco II sull'aeroporto della ditta Officine Meccaniche Reggiane di Reggio Emilia in seno al programma di riequipaggiamento del 2º Gruppo C.T. Nel gennaio 1942 assume il comando interinale del 2º Gruppo C.T., ma poco tempo dopo viene distaccato presso lo Stato maggiore della 2ª Squadra aerea di Padova. Nel marzo dello stesso anno il Direttore Generale della Reggiane gli offrì il posto di capo collaudatore del nuovo caccia Reggiane Re.2005 Sagittario, di cui curò ogni aspetto. Nell'aprile 1942 fu promosso al grado di maggiore per meriti di guerra e dicembre dello stesso anno, presso il "Nucleo di Volo Armamento Aeronautico" del Centro Sperimentale di Guidonia, effettuò sul poligono di tiro di Furbara un completo programma di prove dell'armamento impiegando un Re.2005 Sagittario completamente equipaggiato. Con la firma dell'armistizio dell'8 settembre 1943 e l'occupazione da parte dei reparti tedeschi degli stabilimenti Reggiane, abbandonò il mondo dell'aviazione per ritirarsi temporaneamente in un piccolo podere che si era comprato in località Cuccagna di Montalto, ma qui fu raggiunto dai soldati tedeschi ed invitato perentoriamente a ritornare in fabbrica. Tra il 22 e il 23 giugno 1944 fu testimone dell'eccidio della Bettola, perpetrato dai soldati tedeschi a Vezzano sul Crostolo.
Dopo la fine della guerra collaudò per la prima volta il Caproni Ca.193, mentre presso la Aerfer effettuò i collaudi di circa 100 cacciabombardieri a reazione Republic F-84G Thunderjet. Raggiunse in seguito il grado di Generale di divisione aerea a titolo onorario, spegnendosi il 24 dicembre 1981 a Coriano.

## Pubblicazioni
- Un pilota contadino. ...dal motore rotativo al jet... ,  Mucchi editore, Modena, 1985.

### Annotazioni
1. ↑  Effettuata da tre velivoli S.79 dell'Aviazione Legionaria al comando del maggiore Gori Castellani.
2. ↑  De Prato si trovava come secondo pilota sul velivolo di Castellani.
3. ↑  Il 2º Gruppo Caccia Terrestre, composto da 150ª, 151ª (capitano Elio Fiacchino) e 152ª Squadriglia (capitano Edmondo Travaglini), era allora al comando del maggiore Giuseppe Baylon.
4. ↑  Mentre aspettava che il primo prototipo fosse pronto a Reggio Emilia effettuò voli sui caccia Reggiane Re.2000 destinati alla consegna alle aviazioni svedese e ungherese, e Re.2001, Re.2002 Ariete e S.79 Sparviero destinati alla Regia Aeronautica.
5. ↑  Abbandonò Reggio Emilia con i tre figli in bicicletta, per evitate di essere catturato e poi deportato in Germania.

### Fonti
1. 1 2 3 4 5 6  Govi 1985, p. 196.
2. 1 2  Petacco 2008, p. 133.
3. ↑  Petacco 2008, p. 134.
4. 1 2 3 4  Govi 1985, p. 197.
5. ↑  Shores, Cull, Malizia 1987, p. 24.
6. 1 2 3 4  Govi 1985, p. 198.
7. ↑  Regio Decreto 20 aprile 1942, registrato alla Corte dei Conti addì 13 maggio 1942, registro n.20 Aeronautica, foglio n.329.
8. ↑  De Prato 1985, p. 165.
9. ↑  De Prato 1985, p. 279.
10. ↑  Registrato alla Corte dei Conti addì 13 maggio 1942, registro n.20 Aeronautica, foglio 329.